# Malý Chlum (rozhledna)
Malý Chlum je rozhledna nacházející se na vrchu Malý Chlum, kóta 489 m n. m., ležícím v Boskovické brázdě, v katastrálním území obce Krhov v okrese Blansko. Malý Chlum je svědecký vrch s plochým vrcholem a příkrými svahy. Ve východní části je založen lom ve svrchnokřídových sedimentech blanenského prolomu. V těsném sousedství se nalézající Velký Chlum je nižší (464 m n. m).

## Historie rozhledny
Na Malém Chlumu, přezdívaném též "Moravský Říp", se nacházelo halštatské hradiště. Dříve se nazýval Holý vrch. Za první republiky zde stávala vojenská pozorovatelna (do roku 1940). Iniciátorem stavby rozhledny byl svazek obcí Svitava a Jihomoravský kraj. Stavbu provedla tesařská firma Jan Opatřil z Doubravic nad Svitavou. Slavnostní otevření proběhlo dne 20. srpna 2005. Stavba je celodřevěná, celková výška nepřesahuje 10 metrů. Má dvě šestiboké vyhlídkové plošiny, vyšší asi v 7 metrech. Výstup je po žebřících.
Z důvodu havarijního stavu je rozhledna od března 2024 veřejnosti nepřístupná.

## Přístup
K rozhledně vede červená turistická značka, a to z Lysic (4,5 km), z opačné strany od železniční stanice Doubravice nad Svitavou přes Oboru a Huť Svaté Antonie (3,5 km). Motoristé mohou zaparkovat přímo v Huti Sv. Antonie a zbývající 1 km po červené ujít pěšky kolem lomu.

## Výhled
Za dobré viditelnosti lze spatřit Praděd v Jeseníkách, Králický Sněžník a Orlické hory. Z okolních sídel je viditelná Skalice nad Svitavou, Doubravice nad Svitavou, část Boskovic s hradem, Blansko, Černá Hora, Lysice či Drnovice. Vidět jsou též okolní rozhledny u Čebína, Babylon u Kozárova, Burianova rozhledna u Rudky a Podvrší u Veselice.

## Fotogalerie

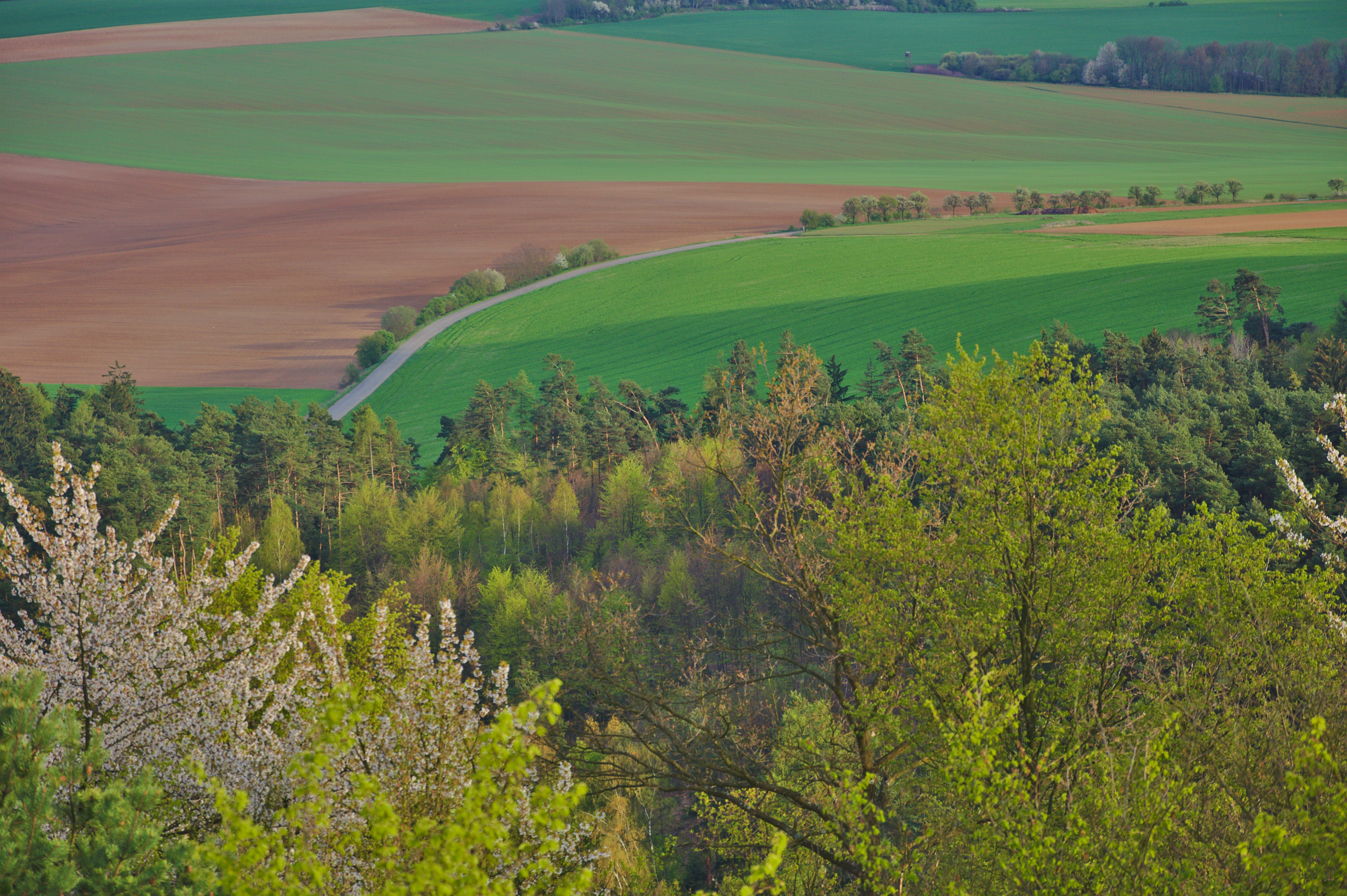
Výhled do Boskovické brázdy
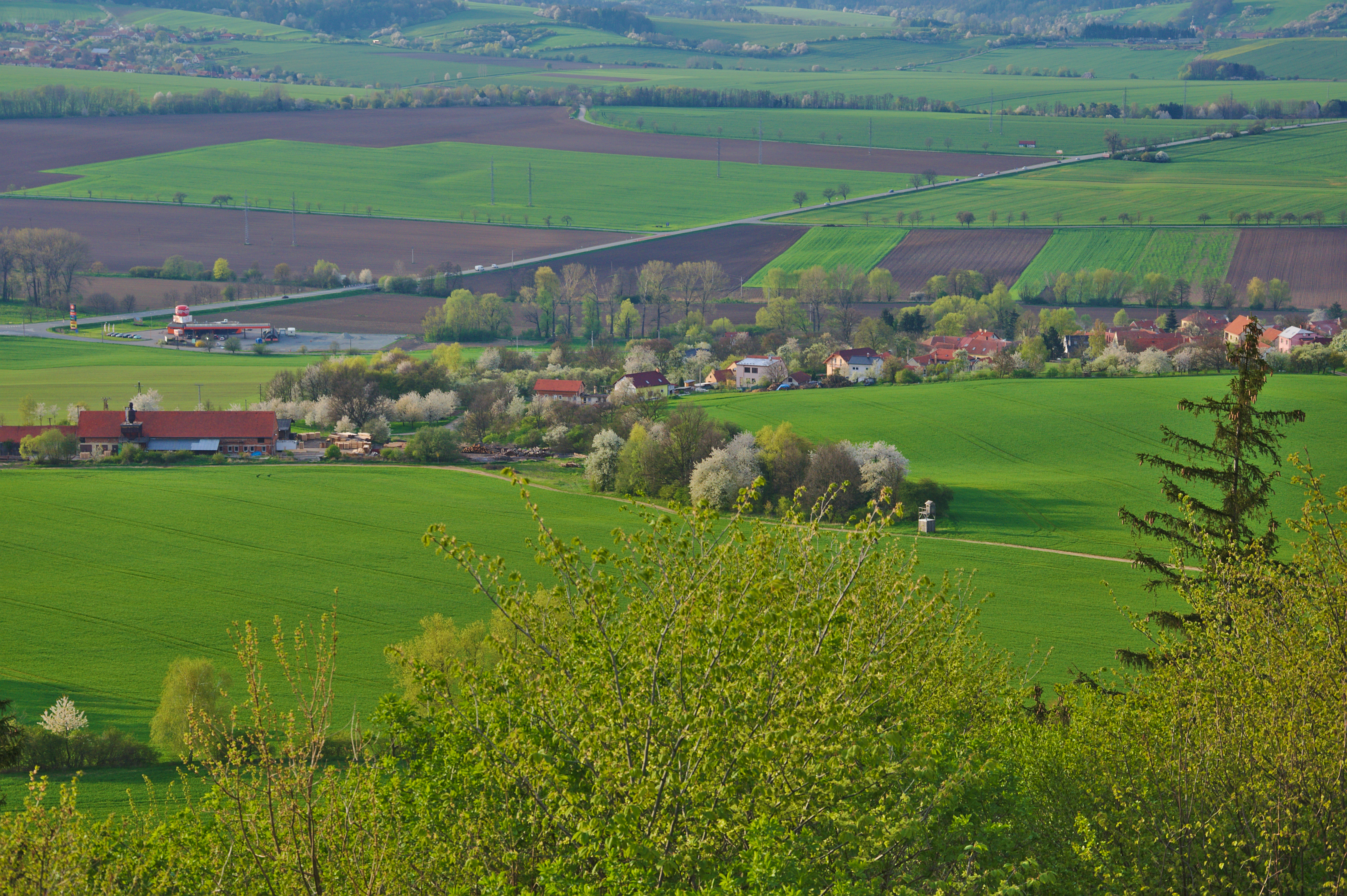
Výhled na Krhov
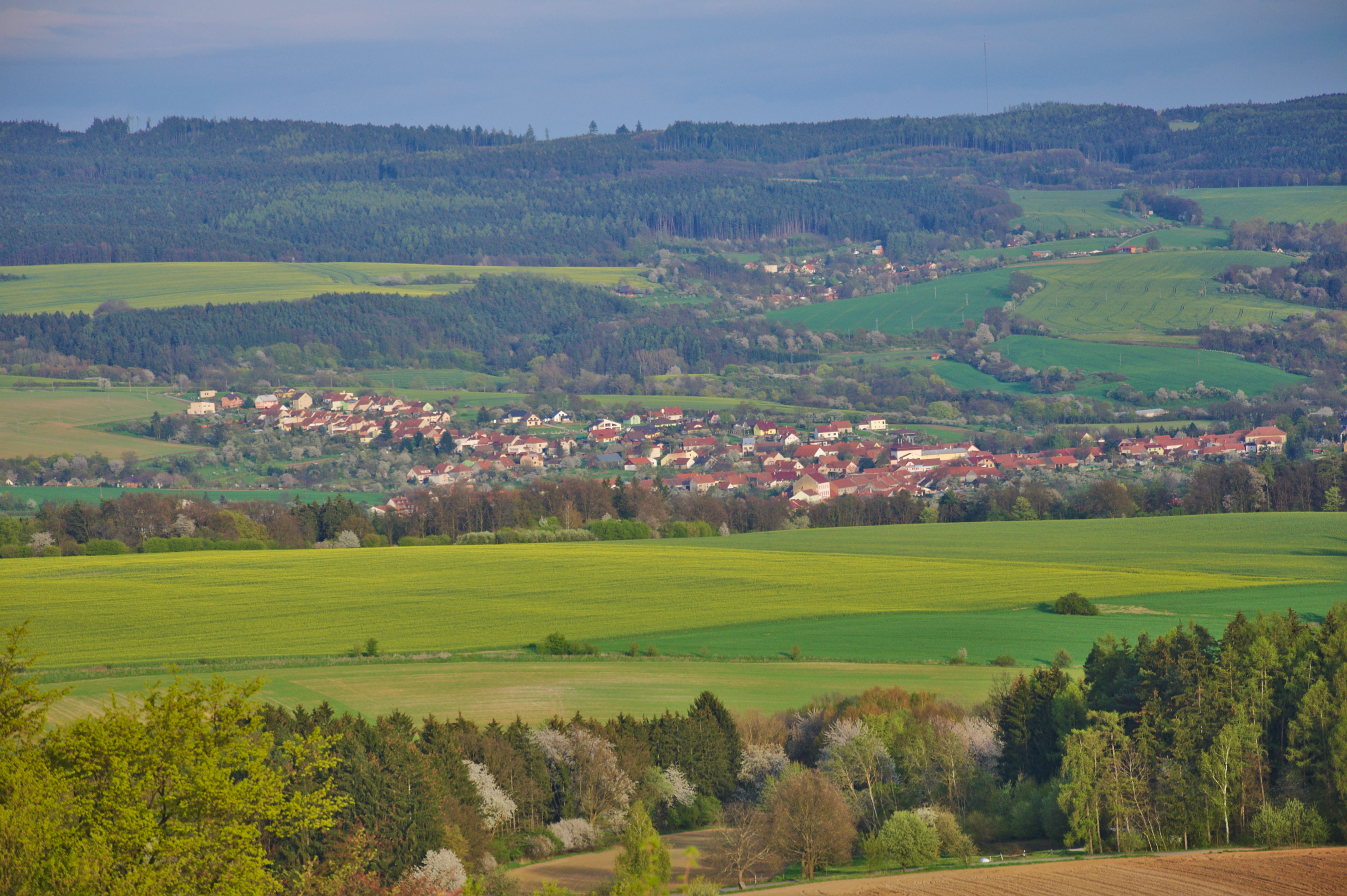
Výhled na Doubravici nad Svitavou
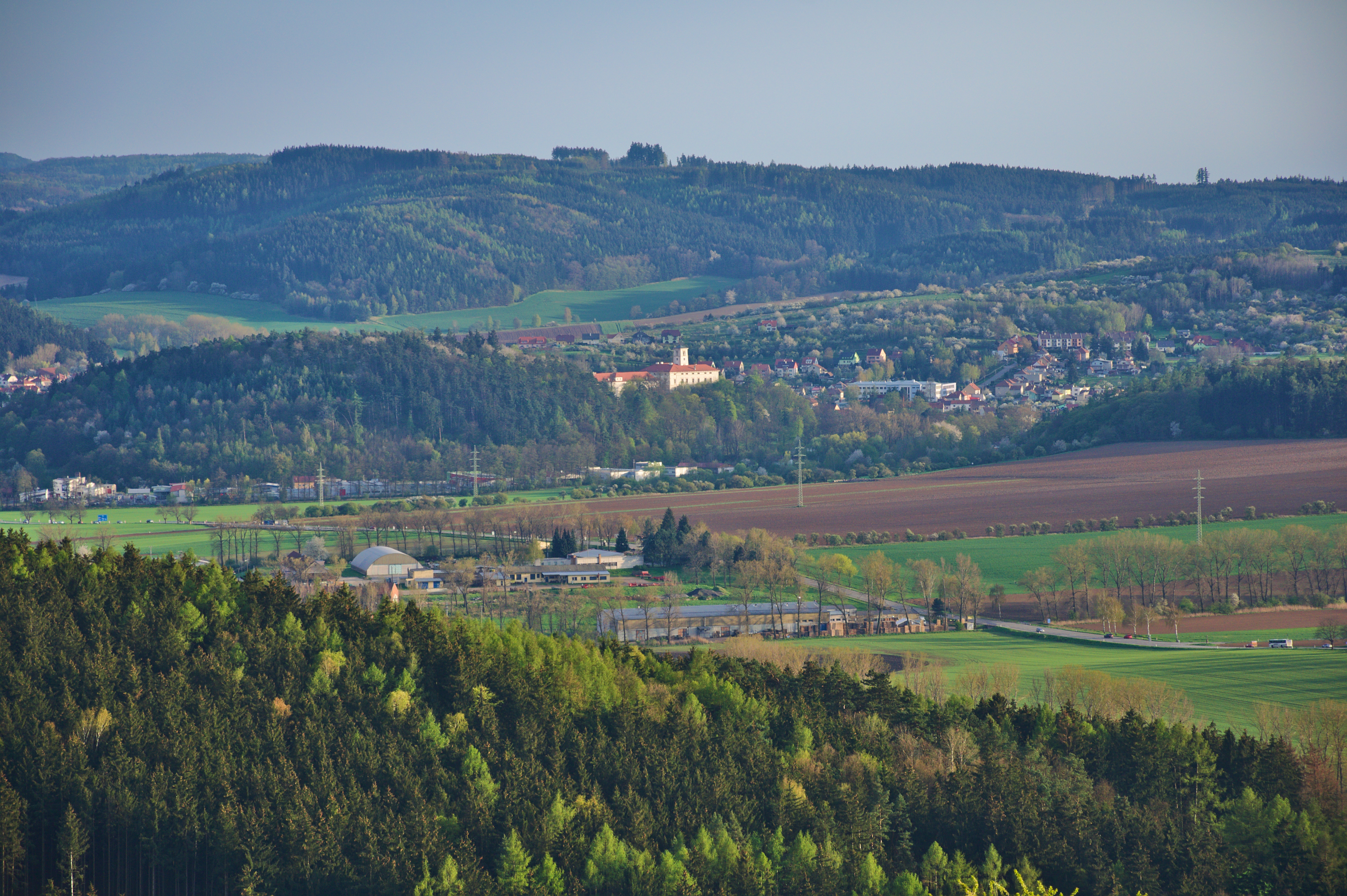
Výhled na Bořitov a Černou Horu
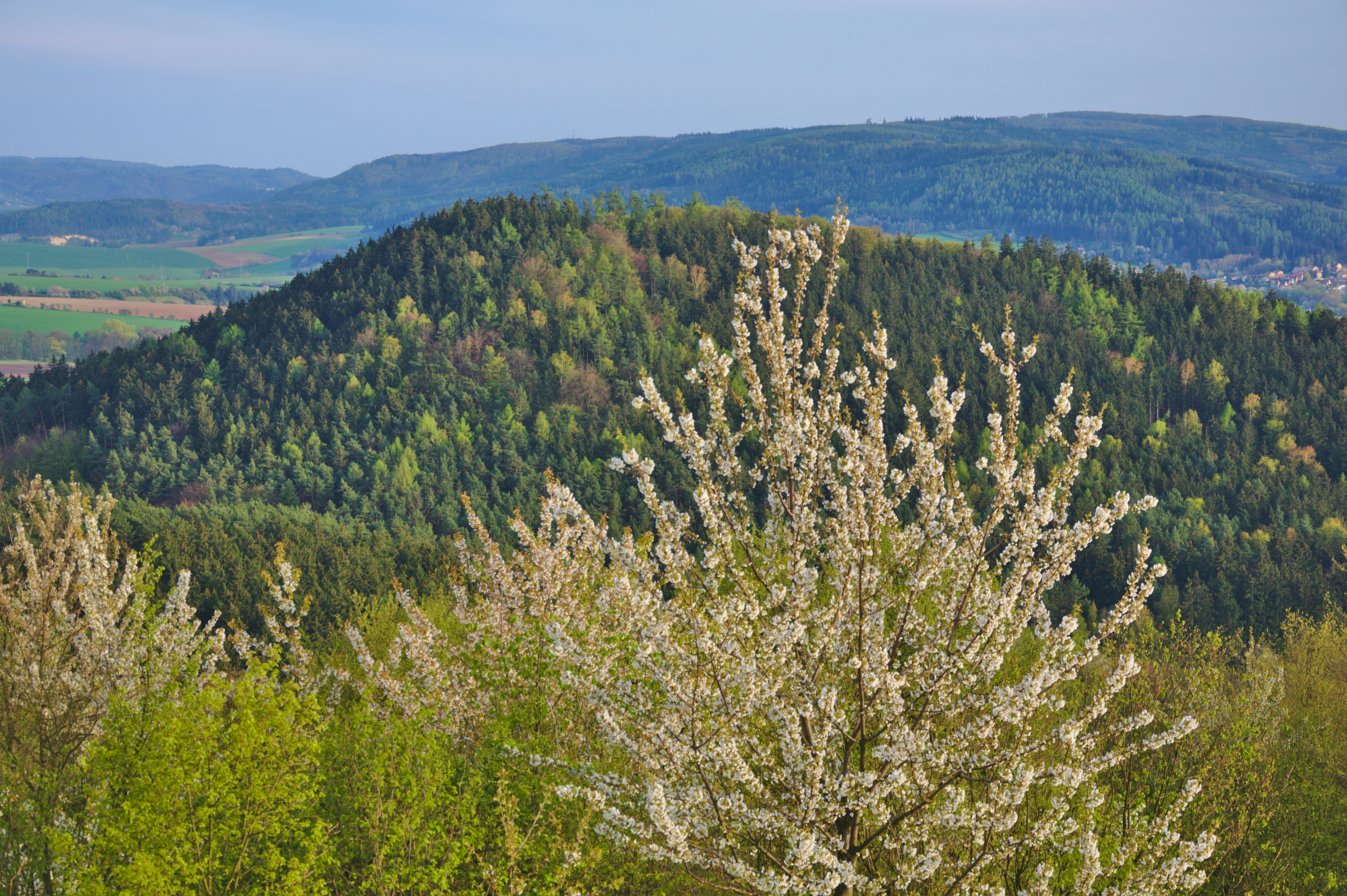
Výhled na Velký Chlum